# Týrnavos
Týrnavos är en kommunhuvudort i Grekland.   Den ligger i prefekturen Nomós Larísis och regionen Thessalien, i den centrala delen av landet, 230 km nordväst om huvudstaden Aten. Týrnavos ligger 94 meter över havet och antalet invånare är 10 796.
Terrängen runt Týrnavos är kuperad västerut, men österut är den platt. Runt Týrnavos är det tätbefolkat, med 683 invånare per kvadratkilometer. Närmaste större samhälle är Lárisa, 15,7 km sydost om Týrnavos. Trakten runt Týrnavos består till största delen av jordbruksmark.